# TOI-157 b
TOI-157 bとは、恒星 TOI-157の周りを公転する太陽系外惑星である。

## 概要
TOI-157 bは、2020年にTESSによって発見された、質量が 1.18 MJ、半径が 1.286 RJ の典型的な木星型惑星（ホット・ジュピター）である。TIC 140691463 bとも呼ばれている。
公転周期は2.0845435日で、軌道長半径はわずか 0.0318 au である。主星である TOI-157 は、スペクトル分類が G9IV の準巨星である。